# 前田有嬉
前田 有嬉（まえだ ゆき、1985年10月12日 - ）は、日本の歌手。Whiteberryの元ボーカル担当。血液型はA型。身長157cm。北海道北見市生まれ。北見藤女子高等学校卒業。MUTOWN ENTERTAINMENT所属。
結婚前の本名および旧芸名は前田 由紀（読みは同じ）、現姓は非公表。現在は北海道北見市在住。

## 概要
- 1996年、女子小学生バンドであるストロベリーキッズに加入してボーカルとして活動し、バンド名をWhiteberryと改名後、1999年にメジャーデビュー。
- 2004年にWhiteberryの解散後、2005年よりyukkiとしてソロで活動。
- 2007年12月にソロ活動を終了。同じ年の10月にはTHE HUSKYのボーカルとして活動。メンバーにはLEVIN（ex.La'cryma Christi）と2009年に加入した清がいた。
- 2011年2月13日に大塚deepaでのライブを最後にTHE HUSKYを脱退することをブログにて発表。脱退理由については「個人的にこれからまだまだ成長したいという気持があり、自分のやりたい事、表現したい事をもっと追及してもっと知らない自分を探していきたいという気持が強くなり脱退を決めた」と語った（THE HUSKYの今後の方向は不明との事で、現在は活動を休止している）。
- 2017年ソロアーティスト前田有嬉として新たな展開を開始。MUTOWN ENTERTAINMENTと所属契約。
- 2017年11月22日、前田有嬉としてのソロデビュー曲『僕たち結婚するんだ。』をリリース。USEN HIT 週間インディーズランキング最高位第4位。
- 2018年自身初となる全国キャンペーンを実施。ショッピングモールを中心に沖縄 - 北海道まで全国32会場で開催。
- 京セラドーム大阪『第18回 KANSAI COLLECTION 2019A/W』ゲストライブ。
- プロ野球ヤクルトスワローズのチャンステーマになっている夏祭りを８月の神宮球場ホームゲームで披露している。
- サッカーJ1リーグジュビロ磐田エコパスタジアム遠州三光祭2024でゲストライブ

## 人物
- Whiteberryのドラマーだった、川村恵里加は従姉である。
- 姉が2人いる。
- グループ解散後、高校卒業後に1人で上京。その際にガソリンスタンド、スーパーマーケット、水道メーター検針などのアルバイトを経験した。
- 2019年12月13日、TBSテレビ『爆報! THE フライデー』に出演し、地元の北見市に戻りホタテ漁師と結婚したことを公表。また、元メンバーの稲月彩が店長を務める子供服店で働いていたことも明かした[2]。
- 2021年第一子を出産、2023年第二子を出産

## ディスコグラフィ
- 卒業 DGCD-1009（2006年5月10日）[3]
  1. 卒業
  2. 夢を見ました
  3. さんぽ
  4. スピード
  5. 未知の世界
- Tribute to Avril Lavigne-Master's Collection-（2006年10月25日）
アヴリル・ラヴィーンコンピレーションアルバムに参加。#3 "Losing Grip" をカヴァー。
- 僕たち結婚するんだ MUTOWN RECORDS（2017年11月22日）USEN HIT 週間インディーズランキング初登場第4位。
  1. 僕たち結婚するんだ。
  2. ずっと好きだよ
  3. 始まりの冬が来た
  4. 収穫!

## テレビ出演
- 2014年
  - 有吉反省会（日本テレビ）
- 2015年
  - しくじり先生 俺みたいになるな!! 夏祭り直前!しくじり先生でサマステ熱血応援SP（テレビ朝日）
- 2017年
  - マルコポロリ（関西テレビ）
  - キスマイレージ（テレビ朝日）
  - 良かれと思って!（フジテレビ）
- 2018年
  - THE MUSIC DAY（日本テレビ）
  - 石橋貴明のタイムトンネル（フジテレビ）
- 2019年
  - 有田哲平の夢なら醒めないで（TBSテレビ）
  - モニタリング（TBSテレビ）
  - 爆報!THEフライデー（TBSテレビ）
- 2020年 
  - COUNT DOWN TV（TBSテレビ）
- 2022年 
  - COUNT DOWN TV（TBSテレビ）
  - しゃべくり007（日本テレビ）
  - 名曲!ジェネチェンFES（フジテレビ）
- 2024年 
  - ラヴィット!（TBSテレビ）